# Słowik (powiat częstochowski)
Słowik – wieś w Polsce położona w województwie śląskim, w powiecie częstochowskim, w gminie Poczesna.

## Historia
Słowik jest wymieniany w 1776 roku jako wieś szlachecka przynależąca do parafii św. Zygmunta w Częstochowie. W 1787 roku mieszkało tu 31 osób. W 1791 roku osada posiadała 9 domów, zamieszkiwało ją 65 osób. Słowik był związany z majątkiem Błeszno, gdzie od XIV wieku funkcjonowała Kuźnica Błeszyńska, później o nazwie „Słowik” pochodząca od nazwiska właściciela.
W końcu XVIII wieku dobra Błeszno Pierwsze należały do Amona Syrokomli Karońskiego, komisarza cywilno-wojskowego, subdelegata krakowskiego. W skład tych dóbr wchodziła Nowa Wieś.
W wyniku II rozbioru Polski wieś znalazła się w granicach Prus, w prowincji Prusy Południowe. Leżała w powiecie częstochowskim, w departamencie łęczyckim, następnie piotrkowskim, a od 1798 roku w departamencie kaliskim. W latach 1807–1815 leżała w Księstwie Warszawskim, w powiecie częstochowskim, w departamencie kaliskim. Po Kongresie Wiedeńskim leżała w Królestwie Polskim, w powiecie częstochowskim, w obwodzie wieluńskim, w województwie kaliskim, od 1837 roku w guberni kaliskiej.
W wyniku odzyskania niepodległości przez Polskę w 1918 roku znalazła się w granicach II Rzeczypospolitej.
Po wybuchu II wojny światowej została włączona do III Rzeszy. Znajdowała się w powiecie Blachownia w rejencji opolskiej w prowincji Śląsk (od stycznia 1941 roku w nowej prowincji Górny Śląsk).
W 1970 roku mieszkało tu 758 mieszkańców. Słowik należał wówczas do Gromadzkiej Rady Narodowej we Wrzosowej, w 1973 roku przeniesionej do Urzędu Gminy w Poczesnej. W latach 1975–1998 miejscowość należała administracyjnie do województwa częstochowskiego.
W 2008 roku Słowik zajął III miejsce w wojewódzkim konkursie na najpiękniejszą wieś. Miejscowość zamieszkiwało wówczas 886 mieszkańców. W 2010 roku Słowik został nawiedzony przez powódź w wyniku wylania rzeki Warty.

## Oświata
Po 1945 roku nauczanie w Słowiku odbywało się w domach prywatnych. W 1960 roku oddano do użytku nowy budynek szkoły. W latach 2004/2005 przeprowadzono jego remont. Szkoła Podstawowa i Przedszkole tworzą Zespół Szkolno-Przedszkolny. Obok szkoły znajduje się odremontowane w 2007 roku boisko piłkarskie, gdzie gra sołecka drużyna piłkarska.

## Parafia Kościoła rzymskokatolickiego
Do 1917 roku wieś przynależała do rzymskokatolickiej parafii św. Zygmuta w Częstochowie, następnie do parafii św. Rodziny w Częstochowie. Od 1929 roku leżał w obrębie parafii św. Józefa na częstochowskim Rakowie. W 1937 roku Słowik włączono do ekspozytury, a następnie parafii Najświętszego Ciała i Krwi Chrystusa we Wrzosowej.

## Ochotnicza Straż Pożarna
We wsi od 1962 roku działa OSP Słowik. W 2012 roku obchodzono 50-lecie istnienia jednostki.

## Instytucje Publiczne
Od 2007 roku funkcjonuje świetlica środowiskowa Gminnego Centrum Kultury, Informacji i Rekreacji w Poczesnej.